# Frederic VII de Baden-Durlach
Frederic VII de Baden-Durlach (en alemany Friedrich VII Magnus von Baden-Durlach) va néixer a Ueckermünde (Alemanya) el 23 de setembre de 1647 i va morir a Karlsburg el 25 de juny de 1709. Era un noble alemany fill de Frederic VI de Baden-Durlach (1617-1677) i de Cristina Magdelena de Wittelsbach (1616-1662).
Per a la seva educació, com era habitual en l'època, el príncep Frederic va viatjar a França (1664-1666 i 67/68), a Itàlia (1668), als Països Baixos i a Anglaterra (1669). A més dels coneixements d'idiomes (llatí, italià, francès) se li atribueixen amplis coneixements de matemàtiques i d'arquitectura, i en canvi una aversió absoluta de la guerra.
Després de la mort del seu pare, el 1677 va assumir el govern del marcgraviat de Baden-Durlach. Es va veure involucrat en diferents conflictes bèl·lics, com la Guerra d'Holanda i la Guerra de Successió del Palatinat, en les quals la regió de l'Alt Rin, rebia constants incursions dels exèrcits francesos. El país va ser devastat i després de la Guerra dels Trenta Anys la població es va reduir de nou en una quarta part. Durant el període de 1689-1697 es va haver de refugiar a Basilea, igual com en els anys 1703-1705 i 1707 durant la Guerra de Successió Espanyola. Es va involucrar en la Guerra dels Nou Anys i, després del Tractat de Rijswijk el 1697, va rebre el títol de Marcgravi de Basilea, encara que només era un títol merament formal i mai va tenir poder real sobre la ciutat suïssa.
Frederic Magnus va intentar reconstruir el seu país i el 1699 va establir-hi uns 500 hugonots a les localitats de Neureut i la que porta el seu nom Friedrichstal, els quals van portar millores importants en el camp de l'agricultura, especialment en el cultiu del vi i del tabac.

## Matrimoni i fills
El 15 de maig de 1670 es va casar a Husum amb Augusta Maria de Schleswig-Holstein-Gottorp (1649-1728), filla de Frederic III de Holstein-Gottorp (1597-1659) i de Maria Elisabet de Saxònia (1610-1684). El matrimoni va tenir onze fills:
- Fredric Magnus, nascut i mort el 1672.
- Frederica Augusta (1673-1674)
- Cristina Sofia (1674-1676)
- Clàudia Magdalena (1675-1676)
- Caterina (1677-1746), casada amb Joan Frederic de Leiningen-Dagsburg-Hartenburg (1661-1722).
- Carles Guillem, (1679-1738), casat amb Magdalena Guillema de Württemberg (1677-1742).
- Joana Elisabet (1680-1757), casada amb Eberhard Lluís de Württemberg (1676-1733).
- Albertina Frederica (1682-1755), casada amb Cristià August de Holstein-Gottorp (1673-1726).
- Cristòfol (1684-1723)
- Carlota Sofia (1686-1689)
- Maria Anna (1688-1689)